# Замок Сан-Сервандо
Замок Сан-Сервандо (исп. castillo de San Servando) — крепость XIV века в Толедо, на восточном берегу реки Тахо, напротив Алькасара.

## Описание
В плане замок прямоугольный, с тремя круглыми башнями по трём из своих углов и четвёртой промежуточной в стене, обращённой на юг, которая защищала небольшие ворота. Главные ворота обращены к городу.
Позади них находится Башня Клятвы (Torre del homenaje), наиболее крупная из всех, выступающая на восток и имеющая в плане вытянутый овал. На ней — три выносные бойницы (которые повторены и на юго-восточной башне), а наверху бойницы с зубцами прямоугольной формы, крытыми свинцом. Окна в башнях отделаны кирпичом и рельефами, в стенах — с орнаментальными дентикулами. В защитных стенах наверху бойницы, а внизу — узкие защитные окошки.
Замок сложен из камня, вычерненного на местах стыков с известковым раствором — способ употребления окалины, использовавшийся в арабских зданиях. Сохранность — хорошая, хотя не сохранился ров и вал.

## История
Крепость стоит на вершине холма, спускающегося к реке. Благодаря своему стратегическому положению это место было укреплено вскоре после возникновения Толедо: оно позволяло контролировать спуск к мосту Алькантара, дорогу к реке и акведук. Судя по археологическим свидетельствам, сначала здесь располагалась римская крепость. Затем на ней была построена вестготская церковь, а позже — арабская крепость.
После возвращения мавританского Толедо под руку короля Альфонса VI в 1085 году он превратил крепость в укреплённый монастырь (меньший по размеру, чем предшествующая арабская крепость), посвятив его святым Сервандо и Герману, в благодарность за спасение в битве при Саграхасе. Фундаменты мусульманской крепости с прямоугольными башнями до недавнего времени ещё можно было увидеть — теперь они скрылись под землёй.
Благодаря непрерывным пожалованиям владений от монархов для монастыря в последующие годы наступило время изобилия. Происходили нападения — в 1099 г. крепость атаковали альморавиды, за этим последовали следующие атаки одна за другой ещё следующие полстолетия. Из-за них крепость перестала быть монастырём. А с потерей замком стратегической важности после битвы при Лас-Навас-де-Толоса (1212) он был полностью покинут.

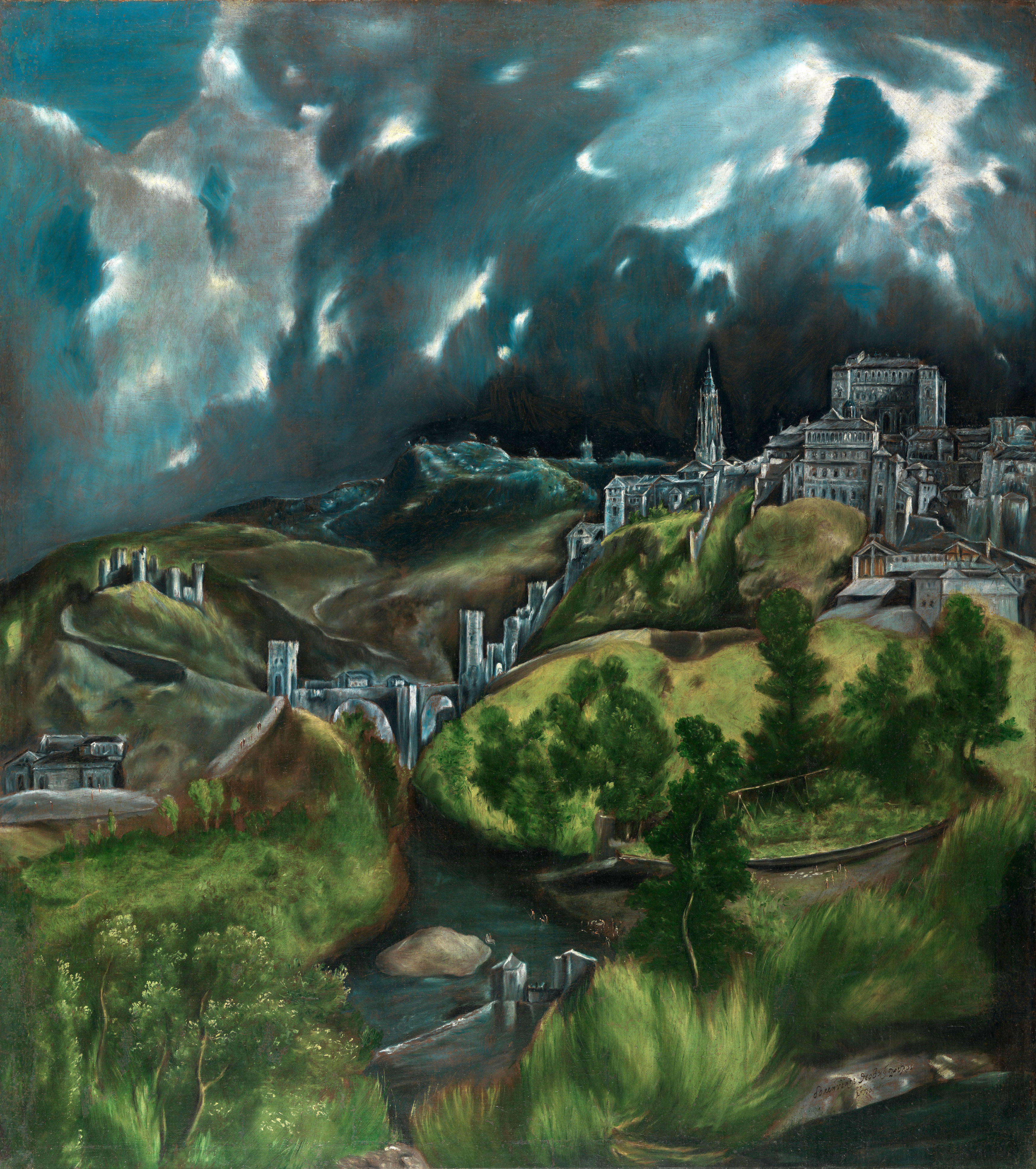
Замок Сан-Сервандо на картине Эль Греко «Вид Толедо» (Слева)

Во время борьбы между Педро I Жестоким и Энрике Братоубийцей в XIV в. замок снова приобрёл военное значение, и архиепископ Тенорио отдал приказ о его реконструкции. Работы закончились в 1386 году — именно к этому времени относятся дошедшие до нас строения.

### Новое Время
Здание находилось в плохом состоянии — обрушились перекрытия и обвалилась стена, обращённая к реке.
В 1857 г. в замке был устроен пороховой погреб. В 1873 г. он был продан с торгов за 3 000 песет и, оказавшись перед опасностью разрушения, был в 1874 г. объявлен Комиссией памятников национальным историко-художественным памятником, став первым замком в Испании, которому был присвоен такой статус.
Новая реконструкция была произведена в 1959 г. Помимо всего прочего, была пристроена ещё одна башня и сделан вход со стороны шоссе. С тех пор в здании размещались колледж, университетское общежитие, резиденция Кортесов Кастилии-Ла Манчи. В настоящий момент — гостиница для юношества, а также место проведения курсов и конференций.